# 虎谷温子
虎谷 温子（とらや あつこ、1983年4月30日 - ）は、読売テレビ所属のアナウンサーである。

## 来歴・人物
身長165cm。血液型はA型・Rh-。青森県弘前市出身。
青森県立弘前高等学校、筑波大学体育専門学群を卒業後の2006年、読売テレビに入社した。大学時代は軟式庭球部に所属するかたわら、アナウンサーを目指してテレビ朝日アスクに通っていた。軟式庭球部でダブルスを組んでいた先輩がアナウンサーになったことに影響されてアナウンサーを志した。同期入社のアナウンサーは川田裕美である。
入社後の2006年7月23日の『NNNニュースD』（ローカル枠）で初鳴き（デビュー）を果たした。その後、夏のイベント『わくわく宝島』で活動した。阪神タイガースの取材にも挑戦した。同年8月5日より全国ネットの報道番組『ウェークアップ!ぷらす』に松岡洋子の後任としてアシスタントで出演を開始し、翌年10月6日より目黒陽子の後任としてサブキャスターに昇格した。いずれも外部キャスターの後任としての起用であった。
2009年2月24日、『ズームイン!!SUPER』関西ローカルパートで、自らの結婚を発表した。また同日の『なるトモ!』で、結婚相手の男性とは大学生の頃から交際していたことを明らかにした。同年2月28日に結婚し、7月18日に結婚式を挙げた。その後2011年7月に離婚し、2012年12月に同局報道局の社員と再婚する。
2007年4月14日、甲子園球場で行われた阪神タイガース対横浜ベイスターズ戦で始球式に登場し、同年10月22日放送の『名探偵コナン秋のミステリースペシャル・テレビ局の悪魔』では、声優にも挑戦している。
2010年1月28日、『ウェークアップ!ぷらす』の企画で、同じく読売テレビアナウンサーの五十嵐竜馬と共に2月28日開催の東京マラソン2010に挑戦する事を発表した。本番では冷たい降雨の中、5時間13分57秒のタイムで完走した。五十嵐より約1時間早くゴールした。同年3月29日、『朝生ワイド す・またん!』の初回から連続で3年間番組出演を果たした。
2012年5月3日には担当中の番組『す・またん!』の出演者で結成した『す・またん!バンド』のボーカルとして、「ひらかたパーク」（大阪府枚方市）でライブを行った。
2012年6月21日には、『す・またん!』で共に司会を務める上司の森たけしとともに、同番組の終了後MBSラジオの生ワイド番組『上泉雄一のええなぁ!』にゲスト出演した。同番組のメインパーソナリティ・上泉雄一と森の親交が深いことから実現したもので、虎谷が（テレビ・ラジオを含めて）同局の番組に出演するのは初めてである。
2013年5月から産前産後休業に入った。長女（第1子）と長男（第2子）を出産した。2016年の復職までに2回の産休を取得した。
2016年12月に休業から復職した。吉田奈央の産前産後休業入りと入れ替わる形で『す・またん!』司会に復帰した、同年12月7日から2025年4月現在に至るまで担当曜日の変遷を経て出演する。2025年4月15日には出演回数が辛坊治郎・森たけしに次ぐ3人目の2000回に到達し、番組内で「名すー会入り」発表も行われた。
2017年10月25日より公式Instagramを開設した。2018年10月10日より『anna』の司会を担当する。
2019年8月27日、自身がメインMCを務める『す・またん!』より、同年12月1日に開催された第9回目となる大阪マラソンの初のランナーに選出された。本番では6時間04分34秒のタイムで完走した。

## 出演番組

### 現在
- 朝生ワイド す・またん!（司会、2010年3月29日 - 2013年3月29日、2016年12月7日 - ）[8][9]
  - もうすぐ す・またん!
  - ズームイン!!SUPER→ZIP!
    - 上記同様

  - 2010年3月29日 - 2011年3月30日 火・水曜日（週2回）
  - 2011年4月1日 - 2012年9月28日 月・木・金曜日（週3回）
  - 2012年10月3日 - 2013年3月27日 水曜日（週1回）
  - 2016年12月7日 - 2017年3月2日 水・木曜日（週2回）
  - 2017年3月6日 - 2019年1月8日 月・火・木曜日（週3回）
  - 2019年1月17日 - 2020年9月25日 月・火・木・金曜日（週4回）
  - 2020年9月28日 - 2021年3月24日 月〜水曜日（週3回）
  - 2021年3月29日 - 2022年3月25日 月・火・金曜日（週3回）
  - 2022年3月28日 - 2024年3月29日 全曜日（週5回）
  - 2024年4月1日 - 2025年3月28日 月～木曜日・月2回金曜日（週4回または5回）
  - 2025年3月31日 - 現在 月～木曜日（週4回）
- anna（司会、2018年10月10日 - ）
- ツキいちanna（ナレーター、2021年10月28日 - ）
- NNNストレイトニュース（ローカル枠、不定期）

### 過去
- NNNニュースD （2006年7月23日、ローカル枠）
- サタデーバリューフィーバー『女子アナ戦隊12レンジャー』（2007年9月8日 日本テレビ）
  - 阪神タイガース担当
- 情報ライブ ミヤネ屋（2006年7月31日 - 2007年9月24日）月曜日アシスタント
  - 全国ネット放送移行後の2008年8月21日・22日に森若佐紀子の代役として出演。
  - 2021年10月6日に澤口実歩の代役として約13年振りに出演。

- ズームイン!!SUPER（ローカル枠担当の後、2007年4月から全国枠も担当）
- なるトモ!（2007年3月5日 - 2009年3月）
- Music&Entertainment ガチカメ7（2009年4月 - 9月）
- 大阪マラソン2011（2011年10月30日）
  - 第1回大阪マラソンの生中継を組み込んだ特別番組。
  - 辛坊治郎・川田裕美とともに特設スタジオの進行を担当
- 上泉雄一のええなぁ!（2012年6月21日、MBSラジオ）森たけしと共に、スタジオゲストとして11時台〜12時台に生出演。
- かんさい情報ネットten.（2009年3月30日 - 2012年9月25日、2017年1月10日 - 2022年3月29日）
  - サブキャスター（月曜 - 水曜〔2009年3月30日 - 2009年9月30日〕→木曜・金曜〔2009年10月8日 - 2011年3月25日〕→月曜・火曜〔2011年3月28日 - 2012年9月25日〕）
  - ナレーター「とことん満足! おでかけコンシェルジュ」コーナー（火曜日担当、2017年1月10日 -  2022年3月29日）
- ウェークアップ!ぷらす（2006年8月5日 - 2013年3月30日）
- 虎谷温子と武田訓佳の“学び旅”糸のみほとけ 〜究極の美をたどって〜（2018年7月22日）
- グッと!地球便（解説放送ナレーション）
- 声〜あなたと読売テレビ（司会、2021年4月17日 - 2022年3月19日）

### 単発・不定期
- クチコミ新発見!旅ぷら（2018年7月1日〈第1弾〉・2019年1月6日〈第2弾〉・2019年4月14日〈第3弾〉・2019年10月6日〈第4弾〉・2020年3月8日〈第5弾〉・2020年11月22日〈第6弾〉・2021年2月14日〈第7弾〉）
- 第5弾まではかつて同期で現在はフリーとなった川田裕美と共に京都、奈良、岡山、滋賀の町中を散策する。第6弾（愛媛・松山）では産休育休中の川田に代わり辛坊治郎が、第7弾（兵庫・神戸）ではかつての上司であった森たけしが出演。2021年5月2日・9日放送分では松尾貴史の代理でナビゲーターを担当した。

## ディスコグラフィ

### DVD
- 夕凪の街 桜の国（2008年3月28日発売）特典映像内のリポーター

### 配信曲
- 私のモヤっと日記（おんなのうたお届け委員会）（2020年2月12日配信）
  - 諸國沙代子と佐藤佳奈のトリオ曲。同日よりiTunesにて配信[13]。